# Црнча (Дервента)
Црнча је насељено мјесто у општини Дервента, Република Српска, БиХ. Према попису становништва из 2013. у насељу је живјело 775 становника.

## Географија
Црнча се налази на крајњем југу Општине Дервенте наслоњена на обронке планине Крњин. Подијељена је на четири подружнице Баница-Бучани-Брезичани и Доњани. Граничи са селом Сочаницом, Осињом, Тисовцем и Јелањском, а простире се на 24 километра квадратна. Цијели предио је ниско брдовит са размјерно широким долинама ријечица и потока. Црнча је специфична по простараним крајолицима и љепоти природе са многим благим косинама. Мјесна заједница Црнча је основана 1978. године.
Куће у селу Црнча су разбацаног типа, домаћинстава има око 250 са око 800 становника. Велики број мјештана налази се у иностранству на привременом раду, а највише у Аустрији и Италији, остали се већином баве сточарством и пољопривредом. У вријеме владавине СКЈ, Црнча је била једно од најнеразвијених села на подручју Општине Дервенте и шире регије. Већина становника је тада била запослена у дервентским предузећима на ремонту пруга ЈЖТП и један мањи број у иностранству.

## Саобраћај
Од 1992. се ситуација промијенила захваљујући улагањима мјештана, подршци општине и Владе Републике Српске. Изграђено је много путева, засеоци су повезани асфалтом, а планиран је и путни правац Три крушке — Милића Гај и око 800 м према Осињи преко осињског коридора.
Реновиран је већи дио фиксне телефоније, а урађена је и реконструкција и побољшање електричне мреже. Црнча је доживјела велике промјене од 1992. године. Пут је прикључен на ауто-пута Бања Лука — Добој који се добрим дијелом протеже кроз Црнчу. Близина нове саобраћајнице би скратила пут до Добоја на 10—15 минута, и око пола сата до Бање Луке. Обласни градски центар је Дервента до које се долази преко Велике Сочанице. Пут кроз Ђукиће је асфалтиран властитим улагањима мјештана, чиме је скраћен пут до Дервенте за 20 минута. Стари пут је ишао преко провалије Лексије. Прије Другог свјетског рата, па и годинама касније, пут од Црнче до Дервенте је трајао пола дана, јер се ишло пјешке или воловском и колском запрегом. Данас, двадесетак километара добрим асфалтним путем до Дервенте се стиже за неких двадесетак минута.

## Култура
Становници су изградили цркву, која задовољава вјерске потребе мјештана. Храм је освештан 2007. године, а сваке године на дан 27. октобар се слави црквена слава Света Петка Параскева, заштитница Црнче. Изграђена је и базна станица вајрлес, и постављен предајник (ЦРНЧА5г) на Петрином ану. Такође је подигнута и спомен плоча палим борцима Отаџбинског рата Републике Српске, а парастос за покој њихових душа одржава се на Благовијести.

## Становништво
Према попису становништва из 2013. године, мјесто је имало 775 становника. Већину становништва у овом селу чине Срби.
| Демографија | Демографија | Демографија |
| Година      | Становника  | Становника  |
| ----------- | ----------- | ----------- |
| 1961.       | 1.045       |             |
| 1971.       | 1.165       |             |
| 1981.       | 1.154       |             |
| 1991.       | 1.020       |             |
| 2013.       | 775         |             |